# Ligne du Mans à Mézidon
La ligne du Mans à Mézidon est une ligne transversale du réseau ferré français, maillon de la ligne entre Caen et Tours. Elle relie le nœud ferroviaire du Mans sur la grande radiale de Paris-Montparnasse à Brest à Mézidon sur la radiale Paris - Cherbourg.
Elle permet la circulation de trains entre les gares de  Caen et Tours.

## Historique
Un embranchement du Mans sur Caen de la ligne de Versailles à Rennes est concédé à Messieurs Émile Pereire, Adolphe d'Eichthal et Tarbé des Sablons par une loi le 21 juin 1846. Toutefois, cette première concession n'aboutira pas.
La concession pour un chemin de fer de Mézidon au Mans est attribuée à la Compagnie des chemins de fer de l'Ouest par une loi le 8 juillet 1852. Elle doit permettre la création de relations entre la ligne de Paris à Rennes et la future ligne de Paris à Cherbourg, par Caen.

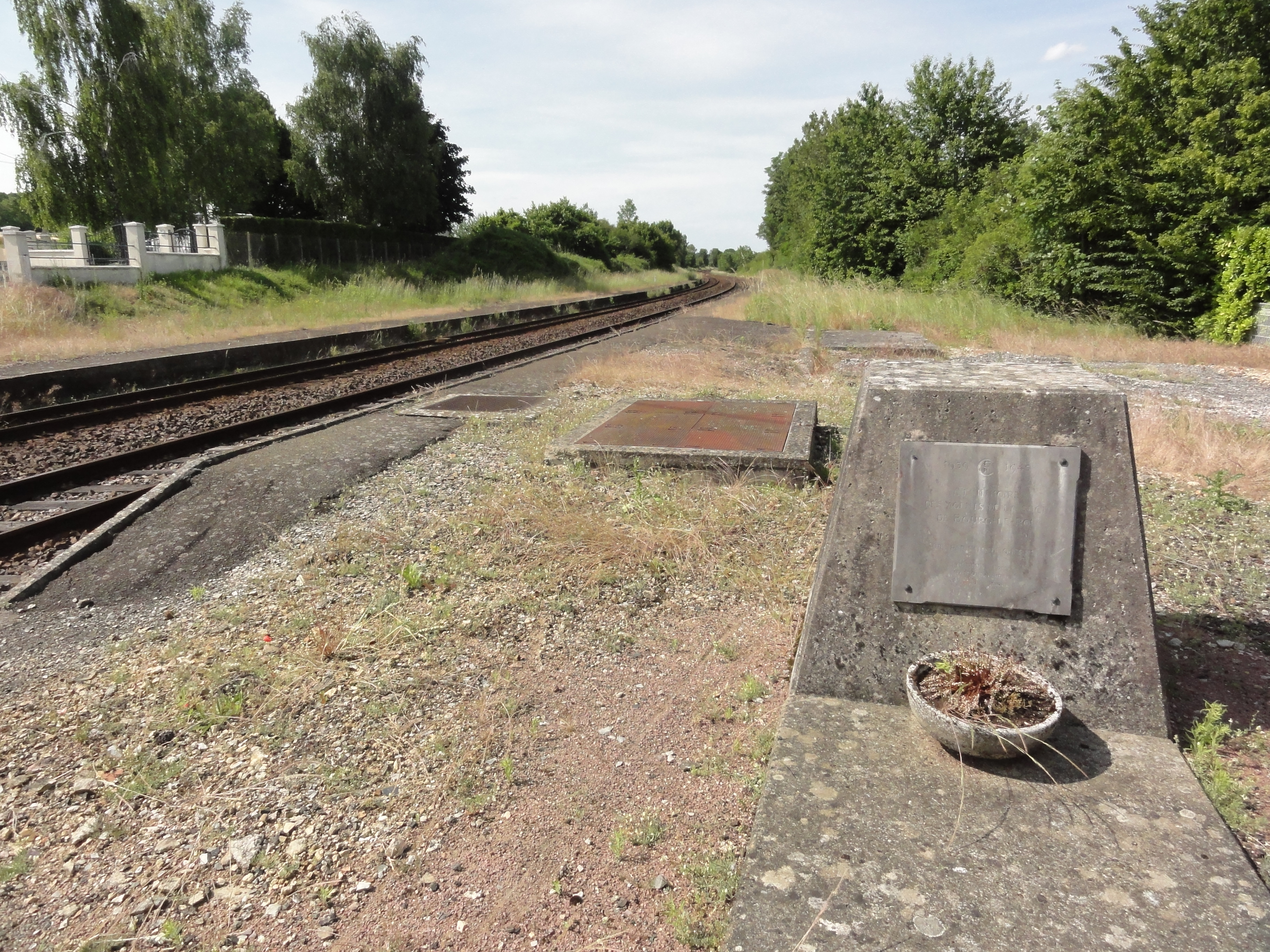
La gare de Chérisay avec le mémorial de 1939-45.

Les 2 février et 6 avril 1855 est signée une convention entre le ministre des Travaux publics et les Compagnie des chemins de fer de Paris à Saint-Germain, de Paris à Rouen, de Rouen au Havre, de l'Ouest, de Paris à Caen et à Cherbourg. Cette convention organise la fusion de ces compagnies au sein de la Compagnie des chemins de fer de l'Ouest. Cette convention est approuvée par décret impérial le 7 avril 1855.
La ligne a été ouverte aux dates suivantes :
- Le 15 mars 1856 entre Le Mans et Alençon[6].
- Le 1er février 1858 entre Alençon et Argentan[7].
- Le 1er février 1859 entre Argentan et Mézidon[8]. avec embranchement entre la gare de Coulibœuf et la gare de Falaise (1er novembre)

Dans les années 1860, une seconde voie est posée entre Surdon, où se raccorde la ligne de Saint-Cyr à Surdon, et Argentan, où s'embranche la ligne d'Argentan à Granville, afin de relier directement Paris à Granville.

## Caractéristiques
La ligne est à voie double non électrifiée.

## Matériel roulant
Les BB67000 tractant les trains Corail et les X4500 ont totalement disparu de la ligne, cédant leur place aux X 72500 et aux AGC X 76500.
Par le passé, des rames à turbines à gaz ont fréquenté cette ligne pendant près de 10 ans.